# Encyclopédie de la musique au Canada
L'Encyclopédie de la musique au Canada (en anglais Encyclopedia of music in Canada) est une encyclopédie bilingue (anglais - français). Elle est la première encyclopédie de la musique publiée au Canada. Avec plus de 3100 articles et plus de 500 illustrations, l'Encyclopédie de la musique au Canada est devenue un ouvrage de référence dans le domaine.

## Historique
C'est sur une proposition de Floyd Chalmers (en) en 1971 que naît l'idée de la réalisation d'une encyclopédie musicale. Les travaux débuteront en 1973 sous la direction d'Helmut Kallmann (de), Gilles Potvin et Kenneth Winters. La rédaction des articles nécessitera l'intervention d'une cohorte de 400 collaborateurs. La première édition en anglais paraît en 1981 publiée par les Presses de l'Université de Toronto. La première édition en français, comportant 1142 pages, paraît deux ans plus tard publiée aux Éditions Fides. Elle ne fera paraître qu'un seul volume.
En 1992 est publiée une deuxième édition en anglais alors que celle en français paraît l'année suivante. Cette seconde version française totalisera 3810 pages. Elle comporte alors trois volumes avec plus de 800 nouvelles entrées. En 2001 paraît la première version électronique de l'ouvrage en collaboration avec la Bibliothèque nationale du Canada (BNC). À partir de 2003, la responsabilité de l'ouvrage revient à la Fondation Historica du Canada. James Harley Marsh en devient le rédacteur en chef. Le nouvel organisme poursuivra la mise à jour de l'édition en ligne. Depuis 2001, l’ouvrage de référence peut être consulté gratuitement en ligne.